# Economy (Pennsylvania)
Economy is een plaats (borough) in de Amerikaanse staat Pennsylvania, en valt bestuurlijk gezien onder Beaver County.

## Demografie
Bij de volkstelling in 2000 werd het aantal inwoners vastgesteld op 9363. In 2006 is het aantal inwoners door het United States Census Bureau geschat op 9212, een daling van 151 (-1,6%).

## Geografie
Volgens het United States Census Bureau beslaat de plaats een oppervlakte van 46,0 km², waarvan 45,8 km² land en 0,2 km² water.

## Plaatsen in de nabije omgeving
De onderstaande figuur toont nabijgelegen plaatsen in een straal van 8 km rond Economy.